# Pere Joan Barceló i Anguera
Pere Joan Barceló i Anguera (Vila de Capçanes, 1682 - Breisach el Vell, 3-4 de setembre del 1743), conegut com a Carrasquet o Carrasclet, fou un soldat fuseller de muntanya, guerriller i partidari de la causa austriacista durant les guerres de Successió i de la Quàdruple Aliança. Després de la segona va acabar esdevenint un símbol de la resistència austriacista.

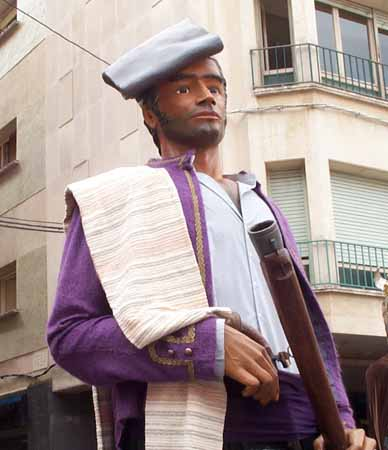
El Gegant Carrasclet de Reus (2007).

## Biografia

### La Guerra de Successió
Pere Joan Barceló va lluitar a la Guerra de Successió a Catalunya des dels seus inicis el 1705 com a alferes de la companyia de fusellers que capitanejava el seu mateix pare Francesc Barceló. Amb la seva partida de fusellers de muntanya, hostilitzà les viles governades per partidaris dels borbons a les comarques més meridionals del país. El 1713 ja era capità sota el comandament del coronel Antoni Vidal.
Després de la derrota catalana el 1714, va deposar les armes als borbònics, es va acollir a l'indult general el 28 de setembre de 1714 i retornà a la seva terra. La tranquil·litat li va durar poc, ja que es va enfrontar a un tinent borbònic que pretenia cobrar impostos abusius i s'escapà als boscos, però pocs dies després fou reconegut al mercat de Falset i empresonat, el 14 d'octubre de 1714. Malgrat això, va aconseguir escapar i fugir a la Serra de Llaberia on feu vida d'emboscat. Durant els següents temps reclutà una partida d'homes amb els quals assaltava combois amb atreviment fins que el febrer del 1717 el governador de Tarragona ordenà l'empresonament dels seus familiars, amenaçant de matar-los si el Carrasquet matava algun soldat borbònic durant els seus assalts als combois. Al llarg del 1717 els sometents de les viles tarragonines intentaren capturar-lo.

### Guerra de la Quàdruple Aliança
Mentrestant, les pretensions de Felip V de recuperar els territoris italians que havia cedit al Tractat d'Utrecht van motivar l'aliança de França, Anglaterra, Holanda i Àustria contra el borbó espanyol. Per dur la imminent guerra a Catalunya, el 1718 el Duc de Berwick va començar a enviar cartes als antics austriacistes catalans (antics enemics seus) per reclutar-los com tropes franceses. Motivat per la possibilitat de canviar l'statu quo de la guerra anterior, el Carrasquet deixà la seva partida de cent homes a les muntanyes del Priorat i es va dirigir a França el maig de 1718. Poc després les tropes espanyoles de Felip V envaïren el regne de Sicília provocant l'inici de la Guerra de la Quàdruple Aliança. Berwick atorgà a Barceló el grau de coronel el 1718, i el va posar al davant d'un dels dotze batallons d'arcabussers formats al Rosselló. El 1719 França va declarar formalment la guerra a Espanya i les seves tropes començaren la invasió: Els homes del Carrasquet serviren de fusellers de muntanya, obrint pas a les tropes franceses i assaltant els combois espanyols. Amb les armes i municions subministrades per França, va aconseguir alliberar els seus familiars empresonats a Falset, però no reeixí a salvar la seva mare.
La llegenda del personatge es comença a forjar a partir d'aquest moment: de fet l'historiador Francesc de Castellví va relatar alguns dels seus fets d'armes transmesos oralment, alguns de dubtosa realitat. El Carrasquet va centrar la seva activitat al sud de Catalunya, a les comarques al voltant de la Serra de Llaberia: el Camp de Tarragona, la Ribera d'Ebre i la Terra Alta. La propaganda filipista el titllava sovint de guerriller. El 1719 va intentar conquerir la ciutat de Valls, però aquesta va resistir els embats gràcies a la milícia local (que seria el germen dels Mossos d'Esquadra) liderada per la família Veciana. També va intentar conquerir Reus. Perseguit per nombroses tropes borbòniques, va travessar Catalunya passant per Montserrat fins a arribar al Pallars. Paral·lelament, tampoc tingué sort la partida de Francesc Bernic, que fou capturada per Josep Anton Martí a La Llacuna. En canvi les tropes franceses regulars sí van poder ocupar diverses comarques pirinenques, a les quals hi van restablir el sistema municipal català tradicional que havia estat abolit pels borbònics. En finalitzar la campanya a finals de la tardor, el batalló del Carrasquet va tornar al Rosselló per preparar la campanya de l'any següent.
No obstant això, el gener de 1720 Felip V va abandonar les seves pretensions expansionistes, i va acabar retornant els regnes de Sardenya i Sicília. Després de signar els pactes d'amnistia recíproca per a les tropes de cada bàndol, el batalló del Carrasquet seria llicenciat el 26 d'abril del 1720. França tenia la intenció de retornar els soldats catalans cap a Espanya. Tot i que va oferir a Barceló l'oportunitat d'integrar-se a l'exèrcit regular francès amb el grau de coronel, aquest s'hi negà. A Cotlliure ell i uns amics compraren una fragata i s'embarcaren en direcció a Maó, llavors una possessió anglesa, per dirigir-se després a Salou amb set homes, a on hi van passar una setmana sense que se'n sàpiga el motiu. Algunes fonts històriques indiquen que hauria intentat continuar la lluita, i que fins i tot hauria visitat secretament el Priorat.

### Exili a Viena
Pere Joan Barceló va arribar a Viena el 2 de febrer de 1720, a on l'emperador Carles VI va confirmar el seu grau de coronel i li va assignar la pensió corresponent. En aquesta època va morir el seu germà Josep Barceló, que sempre l'havia acompanyat. Seguidament es va establir a Mugdia (Hongria), a on es dedicà al cultiu de les terres que li havia cedit la corona. Malgrat tot, el 1725 es trobava a la ciutat de Buda.
El 1733 es va enrolar de nou al servei militar i ja no deixaria l'exèrcit imperial fins a la seva mort. A petició de Ramon de Vilana-Perles, el 1734 va participar en la campanya per reconquerir el Regne de Nàpols amb una companyia de catalans, ja que havia estat novament envaït per Felip V pocs mesos abans. Després de la batalla de Bitonto, fou fet presoner per les tropes borbòniques i empresonat a Cadis. Després de ser alliberat el 1738, va retornar a Viena el 1740. El 1741 la nova emperadriu Maria Teresa I d'Àustria li encarregà el comandament d'un batalló (en el qual hi havia altre cop nombrosos exiliats catalans) per lluitar contra els bavaresos. Després li fou confiada una companyia de 64 exiliats catalans a la Caríntia, però aquesta es va dissoldre 2 anys més tard el 1742. Barceló va seguir com a coronel a les tropes regulars, i va acabar morint en combat la nit del 3 al 4 de setembre del 1743 en una illa fluvial del Rin, a prop de Breisach el Vell (actualment a Alemanya).
Les seves despulles no es conserven, ja que el cementiri a on estava enterrat fou destruït durant les guerres mundials.

## Sobrenom i orígens familiars
El sobrenom, tal com se cita a les cròniques, era Carrasquet o Carrascot, que deriva de la seva professió familiar, ja que era carboner de carrasques (alzines dedicades a produir carbó). Va ser al segle XX quan la historiografia el va citar com a Carrasclet. Va ser l'únic coronel català del moment que, de fet, era analfabet.
La majoria de dades històriques que es conserven d'ell provenen de les Narraciones Históricas de Francesc de Castellví i Obando conservades a la Österreichisches Staatsarchiv de Viena. Probablement Castellví va entrevistar-se personalment amb Pere Joan Barceló. Provenia d'una família de moliners i carboners del Molí d'en Barceló, o d'en Xacó -en el terme de Marçà, però pertanyent a la parròquia de Capçanes, on fou batejat en Pere Joan. El seu pare, Francesc Barceló, fou capità, i el germà Josep tinent, al regiment de fusellers de muntanya que comandava el coronel Antoni Vidal, de la Ribera d'Ebre. Francesc va morir combatent a Móra d'Ebre.